# Eeltje Holtrop van der Zee
Eeltje Holtrop van der Zee (IJlst, 1824 - Joure, 12 januari 1901) was een Nederlandse scheepsbouwer.

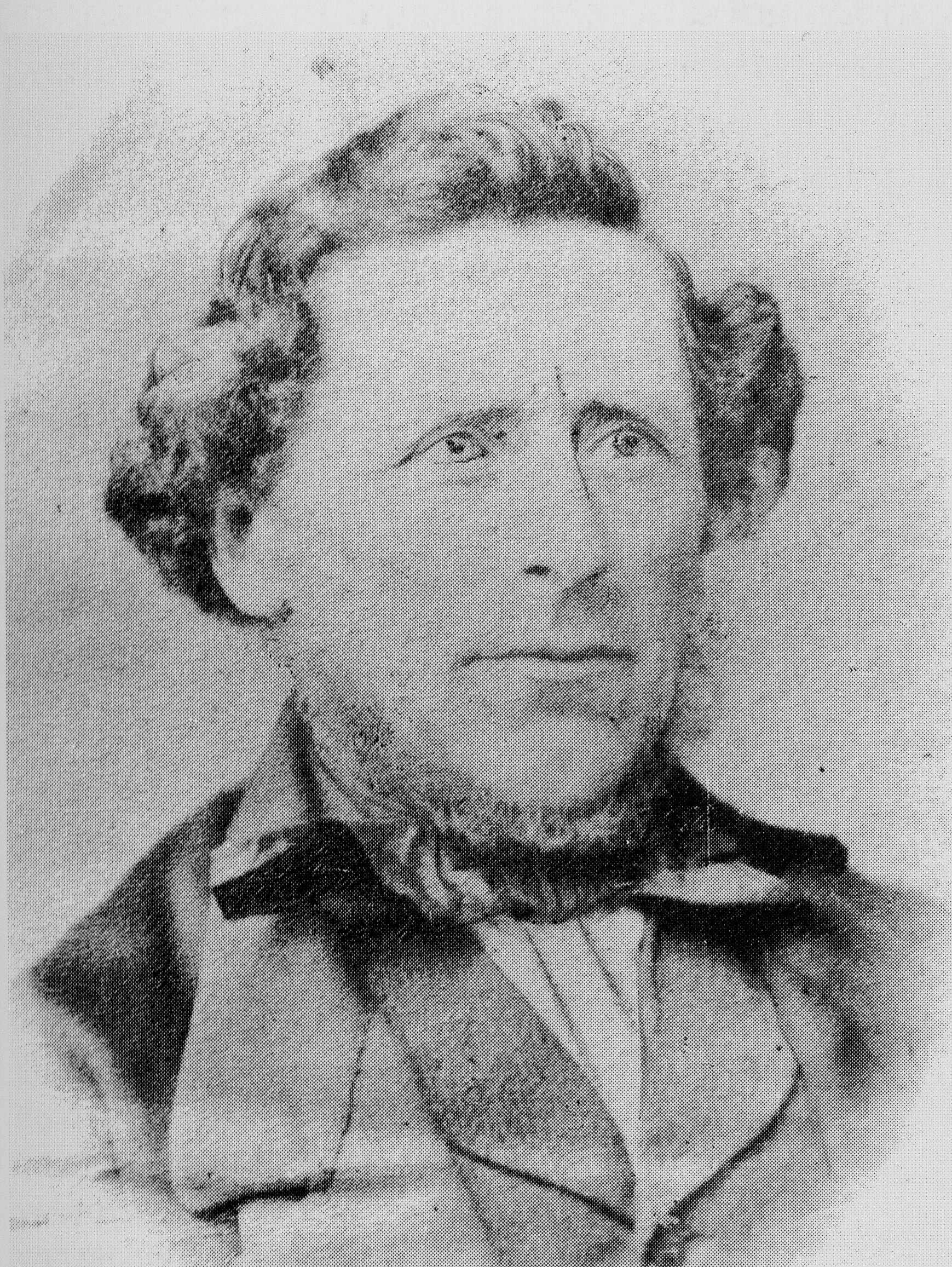
Eeltje Holtrop van der Zee (±1880)

## Biografie
Eeltje "Eeltsjebaes" was de zoon van Sytze Tjeerds van der Zee en Klaaske Eeltjes Holtrop en een kleinzoon van Eeltje Taedzes Holtrop. Hij kwam uit een geslacht van scheepsbouwers te IJlst. Zijn grootvader werd beschouwd als de eerste grote Friese boeierbouwer. Aanvankelijk werkte Eeltje als leerling op de scheepswerf van zijn grootvader, maar na diens overlijden werd hij eigen baas. Eeltsjesbaes nam in 1848 de werf van zijn grootvader over en ontwikkelende zich later tot een zeer bekende en legendarische scheepsbouwer.
In 1849 huwde Holtrop van der Zee te IJlst met Wytske Aukes Rinkema, dochter van Auke Rinkes Rinkema en Antje Willems van Dijk.
In 1857 verhuisde hij naar Joure, waar hij een bestaande scheepswerf overnam (thans de plek van Jachtwerf de Jong te Joure).
Hij legde zich toe op de bouw van beroepsschepen voor de binnenvaart, snikken en skûtsjes. En hij begon met de bouw van 'luxe' boten- Friese jachten, boeiers en tjotters. Boten waarin hij al zijn vakmanschap kon tonen. Gedurende de periode 1848 en 1894 worden door hem 800 vaartuigen als pramen, snikken, tjalken, visaken, sloepen en punters gebouwd.
Bekende boeiers van zijn hand zijn het Friese Statenjacht "Friso" de Constanter en de "Albatros".
- Nederlandse Thesaurus van Auteursnamen: 273413996
- Virtual International Authority File: 289615728